# Xue Ruihong
Xue Ruihong (Qiqihar, 4 de abril de 1968) es una deportista china que compitió en patinaje de velocidad sobre hielo.
Ganó una medalla de oro en el Campeonato Mundial de Patinaje de Velocidad sobre Hielo en Distancia Individual de 1997 y dos medallas en el Campeonato Mundial de Patinaje de Velocidad sobre Hielo en Distancia Corta, plata en 1997 y bronce en 1994.
Participó en tres Juegos Olímpicos de Invierno, entre los años 1992 y 1998, ocupando el cuarto lugar en Lillehammer 1994, en la prueba de 500 m.

## Palmarés internacional
| Campeonato Mundial en Distancia Individual | Campeonato Mundial en Distancia Individual | Campeonato Mundial en Distancia Individual | Campeonato Mundial en Distancia Individual |
| Año                                        | Lugar                                      | Medalla                                    | Prueba                                     |
| ------------------------------------------ | ------------------------------------------ | ------------------------------------------ | ------------------------------------------ |
| 1997                                       | Varsovia (Polonia)                         | Medalla de oro                             | 500 m                                      |
| Campeonato Mundial en Distancia Corta      |                                            |                                            |                                            |
| Año                                        | Lugar                                      | Medalla                                    | Prueba                                     |
| 1994                                       | Calgary (Canadá)                           | Medalla de bronce                          | Clasificación general                      |
| 1997                                       | Hamar (Noruega)                            | Medalla de plata                           | Clasificación general                      |